# هسبيشاغ
هسبيشاغ أو هشبيشاغ هي إلهة العالم السفلي في سومر. وهي زوجة نامتار وأم همديكوغ، الابنة.